# Alfred Weber (Politiker, 1923)

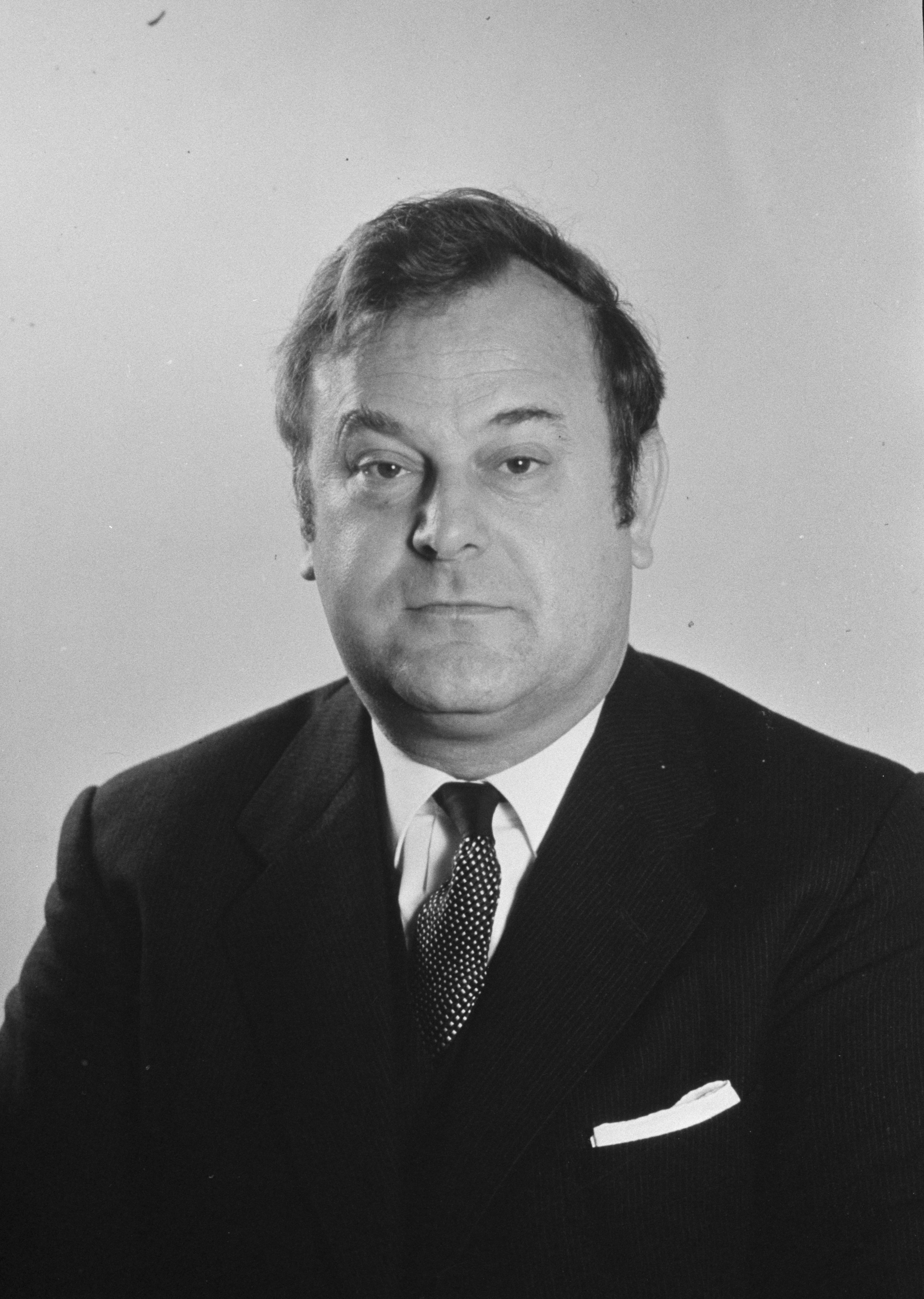
Alfred Weber (1971)

Alfred Weber (* 19. November 1923 in Linthal GL; † 26. März 2015; heimatberechtigt in Altdorf und Rothrist) war ein Schweizer Politiker (FDP).

## Biografie
Alfred Weber studierte in Zürich und Bern Rechtswissenschaft, erlangte 1950 den Titel Dr. iur. und 1951 das Urner Anwalts- und Notariatspatent. Ab 1951 führte er eine Anwalts- und Notariatskanzlei in Altdorf.
Von 1952 bis 1958 politisierte Alfred Weber im Urner Landrat (Kantonsparlament) und war gleichzeitig Gemeinderatsmitglied in Altdorf. 1958 wurde er in den Regierungsrat gewählt, dem er bis 1976 angehörte. In dieser Zeit war er zweimal Landammann (Regierungspräsident). Als Vorsteher der Polizei- und Militärdirektion sowie der Finanzdirektion war Alfred Weber insbesondere für die Reorganisation des Polizeiwesens und die Modernisierung des kantonalen Finanzhaushalts zuständig.
Der Jurist wurde 1963 als Vertreter des Kantons Uri in den Nationalrat gewählt. Von 1967 bis 1970 war er Präsident der FDP-Fraktion der Bundesversammlung, ehe er im Amtsjahr 1970/71 Nationalratspräsident wurde. Zum 25. November 1979 schied er aus dem Nationalrat aus.
1976 bis 1981 war Weber Präsident der Auslandschweizer-Organisation. Nach seinem Rückzug aus der Politik war er unter anderem von 1981 bis 1987 Zentralpräsident des Touring Club Schweiz. 1977 erhielt er das Ehrenbürgerrecht der Korporation Uri und 1978 der Gemeinde Silenen UR. Bereits in seiner Dissertation hatte er sich mit der Korporation Uri befasst: Die rechtliche Stellung der Korporation Uri im Kanton, Diss. jur. Bern 1952.